# Red Devils March-Höfe Altendorf
Die Red Devils March-Höfe Altendorf sind ein Schweizer Unihockeyverein aus Altendorf, der in der dritthöchsten Schweizer Spielklasse spielt.

## Geschichte
Der Verein Red Devils March-Höfe Altendorf (kurz Red Devils) entstand im Jahr 2002 aus dem Zusammenschluss der beiden Ausserschwyzer Vereine UHC March-Altendorf und UHC Pfäffikon-Freienbach. Die Wurzel der heutigen Red Devils reichen jedoch bis 1986 zurück: Damals wurde der Verein UHC March gegründet.
Bereits im Jahr 1996 tat sich etwas in der Ausserschwyzer Unihockey-Landschaft. Nach dem überraschenden Aufstieg des UHC March-Altendorf von der 1. Liga (Kleinfeld) in die NLB (Grossfeld) wurde aus sportlicher Sicht eine Zusammenarbeit mit dem UHC Wägital unumgänglich. Zwei Jahre später trat der UHC Pfäffikon-Freienbach an den UHC March-Altendorf heran, um eine aktive Zusammenarbeit anzustreben. In der Folge wurde die gesamte Juniorenabteilung unter dem UHC March-Altendorf konzentriert. Der UHC Pfäffikon-Freienbach nahm in der Folge noch mit je einem Aktivteam bei den Damen und Herren, der UHC Wägital mit einem Damenteam an der Meisterschaft teil. Zwei Jahre nach dem Abstieg aus der NLB schaffte der UHC March-Altendorf im Jahr 2000 den Wiederaufstieg in die zweithöchste Spielklasse. Im Februar 2001 wurde das Team zur Schwyzer Mannschaft des Jahres 2000 gewählt. Im Frühling 2001 folgte der Abstieg in die 1. Liga, wo die erste Mannschaft bis 2009 spielte. Im Frühjahr 2009 schaffte die 1. Mannschaft den Aufstieg in die NLB, nachdem man 2008 in den Aufstiegsspielen noch scheiterte.
Am 21. März 2002 fand in Altendorf die Gründungsversammlung der Red Devils statt. In der Folge verzeichnete der Verein ein rasantes Wachstum und ist inzwischen der grösste Unihockeyverein im Kanton Schwyz. Die Förderung des Unihockey-Nachwuchses in der Untermarch und im Bezirk Höfe stand im Vordergrund.
Neben den sportlichen Tätigkeiten engagieren sich die Red Devils auch an diversen lokalen Anlässen (u. a. Chilbi Altendorf, Seenachtsfest Lachen, Christmas-Party Altendorf). Seit 1996 organisiert der Verein ebenfalls den SZKB-Unihockeyplausch.

## Vereinschronik
- 1986 Gründung UHC March
- 1988 Gründung UHC Wägital
- 1993 Gründung UHC Pfäffikon-Freienbach
- 1996 Aufstieg UHC March-Altendorf in die NLB
- 1997 Teilnahme Ligacup-Final UHC March-Altendorf in der Zürcher Saalsporthalle → 8:17-Niederlage gegen die Berner Hurricanes
- 1998 Einweihung der neuen Mehrzweckhalle in Altendorf mit dem Eröffnungsspiel UHC March-Altendorf – UHC United Toggenburg vor über 500 Zuschauern
- 2000 Zweiter Aufstieg UHC March-Altendorf in die NLB
- 2001 Wahl zur Schwyzer Mannschaft des Jahres 2000
- 2007 Aufstieg U21 in die Stärkeklasse B
- 2008 Gruppensieger 1. Liga Herren + Aufstiegsspiele zur NLB
- 2009 Aufstieg der 1. Mannschaft in die NLB
- 2015  Aufstieg der 1. Mannschaft in die NLB
- 2015  Wahl zur Schwyzer Mannschaft des Jahres 2014 (Damen 1. Liga Kleinfeld)
- 2015  Zuschauerrekord: 755 Besucher beim 1. Liga Play-off-Final, Spiel 3, gegen die Jona-Uznach Flames.
- 2016  Ligacupsieg in der Wankdorfhalle Bern (Damen 1. Liga Kleinfeld) → Gegner: UHCevi Gossau
- 2016  Schweizer Meister (Damen 1. Liga Kleinfeld) → Finalgegner: UHC Oekingen
- 2017 Aufstieg Herren-KF-Team in die 4. Liga
- 2018 Aufstieg Herren-KF-Team in die 3. Liga
- 2019 Aufstieg Herren-KF-Team in die 2. Liga
- 2022 Aufstieg U16-Junioren in die A-Klasse
- 2022 Aufstieg des Partnerteams (Grossfeld) Tuggen-Reichenburg in die 2. Liga

## Stadion
Das Fanionteam der Red Devils trug seine Heimspiele in der Saison 2015/16 entweder in der Mehrzweckhalle in Altendorf, in der Riedlandhalle in Tuggen oder in der Turnhalle Weid in Pfäffikon SZ aus.

## Mannschaften
In der Saison 2016/2017 nehmen die Red Devils mit drei Herrenmannschaften, zwei Damenteams, acht Juniorenteams und einer Juniorinnenmannschaft an der Meisterschaft teil. Der Verein zählt aktuell rund 450 Aktivmitglieder (inkl. Funktionäre), wovon über 200 Juniorinnen und Junioren, sowie rund 30 Passivmitglieder sind.

### Herren
Grossfeld:
- Herren 1. Liga GF
- Herren 4. Liga GF

Kleinfeld:
- Kleinfeld 2. Liga
- Kleinfeld Senioren

Junioren:
- Junioren U21 (Stärkeklasse B)
- Junioren U18 (Stärkeklasse B)
- Junioren U16 (Stärkeklasse A)
- Junioren C (Team March und Team Höfe)
- Junioren D (Team March, Team Höfe und Team Altendorf)
- Junioren E
- Unihockeyschule March und Höfe

### Damen
Kleinfeld:
- Damen 1. Liga Kleinfeld
- Damen 3. Liga Kleinfeld

Junioren:
- Juniorinnen B